# Categoría Primera A 2014
Die Categoría Primera A 2014, nach einem Sponsor Liga Postobón genannt, ist eine aus Apertura und Finalización bestehende Spielzeit der höchsten kolumbianischen Spielklasse im Fußball der Herren. Sie begann am 24. Januar 2014. Die Apertura endete am 21. Mai. Amtierender Meister ist Atlético Nacional. Aufsteiger sind Uniautónoma FC und Fortaleza FC. Die Apertura war die neunundsiebzigste und die Finalización die achtzigste Austragung der kolumbianischen Meisterschaft.
In der Apertura setzte sich Atlético Nacional im Finale gegen Junior durch und wurde zum dritten Mal in Folge und zum insgesamt vierzehnten Mal kolumbianischer Meister. Die Rückrunde konnte Independiente Santa Fe gewinnen, das das Finale gegen Independiente Medellín gewann. Santa Fe wurde zum achten Mal kolumbianischer Meister.
Fortaleza FC stieg direkt wieder ab. Uniautónoma FC musste die Relegation spielen, konnte diese aber gegen Deportes Quindío gewinnen.

## Modus
Es werden zwei Meister ermittelt, einer für jede Halbserie. Jeder Halbserienmeister ist automatisch für die Copa Libertadores qualifiziert. Ein dritter Platz wird an den Verein vergeben, der nach der Zusammenzählung aller Punkte und Tore der Phasen 1 und 2 der ersten und der zweiten Halbserienmeisterschaft am höchsten steht. Sollte ein Verein beide Halbserienmeisterschaften gewinnen, so wird der zweite Teilnehmer an der Libertadores nach demselben Verfahren ausgewählt wie der dritte Teilnehmer. Zwei Teilnehmer an der Copa Sudamericana werden nach demselben Schema ermittelt wie der dritte Libertadores-Teilnehmer: die zwei Vereine, die in der Gesamtjahreswertung hinter diesem stehen, sind qualifiziert. Ein dritter Verein wird durch den Pokalwettbewerb bestimmt und ein vierter durch die Superliga de Colombia.
Ein direkter Absteiger in die Categoría Primera B wird durch eine gesonderte Abstiegstabelle bestimmt, die aus dem Durchschnitt der vergangenen drei Spielzeiten ermittelt wird. Der Zweitletzte spielt eine Relegation gegen den Zweiten der zweiten Liga.
In der ersten Phase der Apertura spielen alle 18 Mannschaften im Ligamodus einmal gegeneinander, zusätzlich gibt es einen Spieltag mit Clásicos, an dem Spiele mit Derby-Charakter ausgetragen werden. Die ersten acht Mannschaften qualifizieren sich für das Viertelfinale, auf das Halbfinale und Finale folgen. Bei der Auslosung der Viertelfinalspiele sind die Mannschaften auf den Plätzen eins bis vier im ersten Lostopf und bekommen eine Mannschaft der Plätze fünf bis acht zugelost. Zudem haben sie im Rückspiel Heimrecht.
In der Finalización folgt auf die Ligaphase eine Gruppenphase mit zwei Gruppen mit jeweils vier Mannschaften, die in Hin- und Rückspielen zwei Finalteilnehmer ausspielen, die den Meister ermitteln.

## Teilnehmer
Die folgenden Vereine nehmen an den beiden Halbserien der Spielzeit 2014, Apertura und Finalización teil.
| Mannschaft | Stadt          | Departamento        | Stadion                           | erste Saison in der Primera A |
| --- | -------------- | ------------------- | --------------------------------- | ----------------------------- |
| Alianza Petrolera | Floridablanca  | Santander           | Álvaro Gómez Hurtado              | 2013                          |
| Atlético Huila | Neiva          | Huila               | Guillermo Plazas Alcid            | 1993                          |
| Atlético Nacional | Medellín       | Antioquia           | Atanasio Girardot                 | 1948                          |
| Boyacá Chicó | Tunja          | Boyacá              | La Independencia                  | 2004                          |
| Deportes Tolima | Ibagué         | Tolima              | Manuel Murillo Toro               | 1955                          |
| Deportivo Cali | Cali/Palmira 1 | Valle del Cauca     | Deportivo Cali Pascual Guerrero 2 | 1948                          |
| Deportivo Pasto | Pasto          | Nariño              | Departamental Libertad            | 1999                          |
| Envigado FC | Envigado       | Antioquia           | Polideportivo Sur                 | 1992                          |
| Fortaleza FC | Bogotá D.C.    | Bogotá              | Metropolitano de Techo            | 2014                          |
| Independiente Medellín | Medellín       | Antioquia           | Atanasio Girardot                 | 1948                          |
| Itagüí FC Águilas Pereira 3 | Itagüí Pereira | Antioquia Risaralda | Ciudad de Itagüí Ramírez Villegas | 2011                          |
| Junior | Barranquilla   | Atlántico           | Metropolitano                     | 1948                          |
| La Equidad | Bogotá D.C.    | Bogotá              | Metropolitano de Techo            | 2007                          |
| Millonarios | Bogotá D.C.    | Bogotá              | El Campín                         | 1948                          |
| Once Caldas | Manizales      | Caldas              | Palogrande                        | 1948                          |
| Patriotas | Tunja          | Boyacá              | La Independencia                  | 2012                          |
| Independiente Santa Fe | Bogotá D.C.    | Bogotá              | El Campín                         | 1948                          |
| Uniautónoma FC | Barranquilla   | Atlántico           | Metropolitano                     | 2014                          |
| 1 Deportivo Cali hat seinen Sitz in Cali, das Estadio Deportivo Cali liegt aber in der Nachbarstadt Palmira.2 Aufgrund von Umbaumaßnahmen an seinem Heimstadion trug Deportivo Cali in der Hinserie und in großen Teilen der Rückserie seine Heimspiele im Estadio Olímpico Pascual Guerrero aus.3 Itagüí zog nach der Hinserie nach Pereira um und wurde in Águilas Doradas und dann in Águilas Pereira umbenannt. |                |                     |                                   |                               |

## Apertura

### Ligaphase

#### Tabelle
| Pl. | Verein                   | Sp. | S  | U | N | Tore    | Diff. | Punkte |
| --- | ------------------------ | --- | -- | - | - | ------- | ----- | ------ |
| 1.  | Atlético Nacional (M, P) | 18  | 10 | 4 | 4 | 035:220 | +13   | 34     |
| 2.  | Millonarios              | 18  | 10 | 3 | 5 | 027:150 | +12   | 33     |
| 3.  | Junior                   | 18  | 10 | 3 | 5 | 020:170 | +3    | 33     |
| 4.  | Independiente Santa Fe   | 18  | 8  | 6 | 4 | 024:160 | +8    | 30     |
| 5.  | Once Caldas              | 18  | 7  | 8 | 3 | 027:170 | +10   | 29     |
| 6.  | Envigado FC              | 18  | 9  | 1 | 8 | 027:240 | +3    | 28     |
| 7.  | Itagüí FC                | 18  | 8  | 4 | 6 | 021:230 | −2    | 28     |
| 8.  | La Equidad               | 18  | 7  | 6 | 5 | 017:170 | ±0    | 27     |
| 9.  | Alianza Petrolera        | 18  | 8  | 3 | 7 | 023:280 | −5    | 27     |
| 10. | Boyacá Chicó             | 18  | 7  | 4 | 7 | 019:160 | +3    | 25     |
| 11. | Independiente Medellín   | 18  | 5  | 6 | 7 | 026:300 | −4    | 21     |
| 12. | Deportivo Pasto          | 18  | 4  | 8 | 6 | 028:260 | +2    | 20     |
| 13. | Atlético Huila           | 18  | 5  | 4 | 9 | 023:260 | −3    | 19     |
| 14. | Deportivo Cali           | 18  | 5  | 4 | 9 | 016:220 | −6    | 19     |
| 15. | Patriotas Boyacá         | 18  | 5  | 4 | 9 | 020:300 | −10   | 19     |
| 16. | Fortaleza FC (N)         | 18  | 3  | 8 | 7 | 022:260 | −4    | 17     |
| 17. | Uniautónoma FC (N)       | 18  | 4  | 5 | 9 | 020:300 | −10   | 17     |
| 18. | Deportes Tolima          | 18  | 4  | 5 | 9 | 018:280 | −10   | 17     |

| (M, P) | Meister Finalización 2013 und Pokalsieger 2013: Atlético Nacional    |
| (N)    | Aufsteiger aus der Categoría Primera B: Uniautónoma FC, Fortaleza FC |

#### Kreuztabelle
Die Kreuztabelle stellt die Ergebnisse aller Spiele der Ligaphase dar. Die Heimmannschaft ist in der linken Spalte, die Gastmannschaft in der oberen Zeile aufgelistet.
| 2014                   | Atlético Nacional | Deportivo Cali | Santa Fe | Millonarios | Itagüí FC | Deportivo Pasto | Once Caldas | Junior | Deportes Tolima | Independiente Medellín | La Equidad | Atlético Huila | Envigado FC |     |     |     | Uniautónoma FC | Fortaleza FC |
| ---------------------- | ----------------- | -------------- | -------- | ----------- | --------- | --------------- | ----------- | ------ | --------------- | ---------------------- | ---------- | -------------- | ----------- | --- | --- | --- | -------------- | ------------ |
| Atlético Nacional      |                   |                | 2:2      |             |           | 1:1             |             | 1:0    | 2:0             | 3:1                    | 1:2        |                |             | 5:1 |     |     | 3:1            | 4:3          |
| Deportivo Cali         | 0:3               |                |          |             | 2:3       | 2:2             | 0:1         |        | 2:0             |                        | 1:0        | 1:0            |             | 1:2 |     | 2:1 |                |              |
| Independiente Santa Fe |                   | 0:0            |          | 0:1         | 3:0       | 3:2             |             |        |                 |                        |            | 2:1            | 0:1         |     | 0:0 | 1:0 | 2:2            |              |
| Millonarios            | 3:1               | 1:0            | 2:1      |             | 3:0       |                 | 1:1         |        | 3:1             |                        | 0:1        | 2:2            |             |     |     | 4:0 |                |              |
| Itagüí FC              | 1:1               |                |          |             |           |                 | 2:2         |        | 1:0             | 1:1                    | 3:1        | 2:1            | 1:0         | 1:2 |     |     |                | 2:1          |
| Deportivo Pasto        |                   | 1:1            |          | 3:3         | 1:2       |                 | 3:2         |        |                 |                        |            | 5:1            | 1:2         |     | 0:0 | 3:1 | 4:0            |              |
| Once Caldas            | 0:0               |                | 1:1      |             |           |                 |             | 3:0    | 3:0             | 2:2                    | 0:0        |                |             | 2:1 |     |     | 3:1            | 3:1          |
| Junior                 |                   | 1:0            | 2:1      | 0:1         | 2:0       | 1:0             |             |        |                 |                        |            |                | 1:0         |     | 2:1 | 1:0 | 1:1            |              |
| Deportes Tolima        |                   |                | 0:0      |             |           | 1:1             |             | 3:1    |                 | 1:1                    |            | 1:1            | 2:4         | 1:2 | 1:0 |     |                | 1:1          |
| Independiente Medellín | 0:2               | 2:0            | 0:2      | 2:1         |           | 2:0             |             | 2:2    |                 |                        |            |                | 3:2         |     | 2:1 |     |                | 3:3          |
| La Equidad             |                   |                | 0:2      |             |           | 1:1             |             | 0:1    | 0:2             | 2:1                    |            |                |             | 1:1 | 1:0 |     | 0:0            | 1:1          |
| Atlético Huila         | 2:0               |                |          |             |           |                 | 2:0         | 2:3    | 2:0             | 1:1                    | 0:1        |                |             | 3:0 |     |     | 1:1            | 3:1          |
| Envigado FC            | 2:3               | 3:1            |          | 1:2         | 1:0       |                 | 2:1         |        |                 |                        | 1:3        | 2:0            |             |     |     | 2:2 | 1:0            |              |
| Alianza Petrolera      |                   |                | 1:2      | 2:1         |           | 1:1             | 0:2         | 1:0    |                 | 2:1                    |            |                | 0:2         |     | 1:2 |     |                | 1:0          |
| Boyacá Chicó           | 1:2               | 2:1            |          | 1:0         | 0:1       |                 | 1:1         |        |                 |                        |            | 1:0            | 2:0         |     |     | 3:0 | 3:2            |              |
| Patriotas              | 2:1               |                |          |             | 1:0       |                 | 0:0         |        | 1:2             | 2:1                    | 1:2        | 3:1            |             | 3:3 | 2:1 |     |                |              |
| Uniautónoma FC         |                   | 0:2            |          | 1:0         | 1:1       |                 |             | 1:2    | 3:2             | 4:2                    |            |                |             | 0:2 |     | 2:0 |                | 0:1          |
| Fortaleza FC           |                   | 0:0            | 1:2      | 0:1         |           | 4:1             |             | 0:0    |                 |                        | 1:1        |                | 2:1         |     | 0:0 | 2:2 |                |              |

### Finalrunde

#### Viertelfinale
Die Hinspiele wurden am 26. und 27. April 2014 ausgetragen und die Rückspiele am 3. und 4. Mai 2014.
|             | Gesamt |                        | Hinspiel | Rückspiel |
| ----------- | ------ | ---------------------- | -------- | --------- |
| Envigado FC | 2:6    | Atlético Nacional      | 1:4      | 1:2       |
| La Equidad  | 1:2    | Millonarios            | 0:1      | 1:1       |
| Itagüí FC   | 2:3    | Junior                 | 1:1      | 1:2       |
| Once Caldas | 3:5    | Independiente Santa Fe | 1:4      | 2:1       |

#### Halbfinale
Die Hinspiele wurden am 7. Mai 2014 ausgetragen und die Rückspiele am 11. Mai 2014.
|                        | Gesamt        |                   | Hinspiel | Rückspiel |
| ---------------------- | ------------- | ----------------- | -------- | --------- |
| Independiente Santa Fe | 1:2           | Atlético Nacional | 1:0      | 0:2       |
| Junior                 | 0:0 (5:4 i.E) | Millonarios       | 0:0      | 0:0       |

### Finale
Atlético Nacional verlor zwar das Hinspiel gegen Junior, glich die Niederlage aber im Rückspiel aus und konnte sich dann im Elfmeterschießen durchsetzen und wurde zum dritten Mal in Folge Meister.

#### Hinspiel
| Paarung           | Junior – Atlético Nacional |
| Ergebnis          | 1:0 (0:0) |
| Datum             | 18. Mai 2014 um 18:30 Uhr (UTC-5) |
| Stadion           | Estadio Metropolitano Roberto Meléndez, Barranquilla |
| Zuschauer         | 40.000 |
| Schiedsrichter    | Luis Sánchez |
| Tore              | 1:0 Edison Toloza (54.) |
| Junior            | Sebastián Viera , Johnny Vásquez, Andrés Correa, William Tesillo, César Fawcett, Luis Narváez, Guillermo Celis, Jossymar Gómez (73. Michael Balanta), Luis Quiñones (80. Jorge Aguirre), Vladimir Hernández (86. Martín Arzuaga), Édison Toloza Cheftrainer: David Pinillos |
| Atlético Nacional | Franco Armani, Francisco Nájera, Alexis Henríquez, Óscar Murillo, Farid Díaz (77. Sebastián Pérez), Diego Arias (57. Jhon Valoy), Alexander Mejía , Juan David Valencia, Edwin Cardona, Wilder Guisao, Luis Páez (66. Santiago Tréllez) Cheftrainer: Juan Carlos Osorio     |
| Gelbe Karten      | Andrés Correa, Luis Quiñones – Juan David Valencia, Alexander Mejía, Diego Arias, Edwin Cardona, Wilder Guisao |

#### Rückspiel
| Paarung           | Atlético Nacional – Junior |
| Ergebnis          | 2:1 (1:1), 4:2 i. E. |
| Datum             | 21. Mai 2014 um 19:00 Uhr (UTC-5) |
| Stadion           | Estadio Atanasio Girardot, Medellín |
| Zuschauer         | 40.051 |
| Schiedsrichter    | Ímer Machado |
| Tore              | 1:0 Alexis Henríquez (2.) 1:1 Edison Toloza (16.) 2:1 Jhon Valoy (90.) Elfmeterschießen: 1:0 Juan David Valencia 1:1 Juan Domínguez 2:1 Edwin Cardona Armani hält gegen Viera 3:1 Daniel Bocanegra 3:2 Luis Narváez 4:2 Alejandro Bernal Armani hält gegen Vásquez                |
| Atlético Nacional | Franco Armani, Alexis Henríquez (46. Wilder Guisao), Farid Díaz (63. Jhon Valoy), Daniel Bocanegra, Sherman Cárdenas, Juan David Valencia, Edwin Cardona, Jairo Palomino (74. Juan Pablo Ángel), Alejandro Bernal, Jefferson Duque Cheftrainer: Juan Carlos Osorio                |
| Junior            | Sebastián Viera , Johnny Vásquez, Samuel Vanegas, William Tesillo, César Fawcett (72. Andrés Felipe González), Luis Narváez, Guillermo Celis, Jossymar Gómez, Jorge Aguirre (72. Jhonny Ramírez), Juan Domínguez, Édison Toloza (39. Michael Balanta) Cheftrainer: David Pinillos |
| Gelbe Karten      | Jefferson Duque, Sherman Cárdenas, Alejandro Bernal – William Tesillo, Sebastián Viera, Jhonny Vásquez, Luis Narváez, Jorge Aguirre |

### Torschützenliste
Bei gleicher Anzahl von Treffern sind die Spieler alphabetisch geordnet.
| Pl. | Spieler             | Mannschaft             | Tore |
| --- | ------------------- | ---------------------- | ---- |
| 1.  | Dayro Moreno        | Millonarios            | 13   |
| 2.  | Germán Cano         | Independiente Medellín | 11   |
| 3.  | Carlos Rentería     | Patriotas              | 10   |
| 3.  | Óscar Rodas         | Envigado FC            | 10   |
| 5.  | Ayron del Valle     | Alianza Petrolera      | 9    |
| 6.  | Wilder Medina       | Independiente Santa Fe | 8    |
| 6.  | Yessi Mena          | Itagüí FC              | 8    |
| 8.  | César Augusto Arias | Once Caldas            | 7    |
| 8.  | Bosco Frontán       | Deportivo Pasto        | 7    |
| 8.  | José Izquierdo      | Once Caldas            | 7    |
| 8.  | José Alcides Moreno | La Equidad             | 7    |
| 8.  | Edison Toloza       | Junior                 | 7    |

## Finalización

### Ligaphase

#### Tabelle
| Pl. | Verein                   | Sp. | S | U | N  | Tore    | Diff. | Punkte |
| --- | ------------------------ | --- | - | - | -- | ------- | ----- | ------ |
| 1.  | Independiente Santa Fe   | 18  | 9 | 4 | 5  | 024:130 | +11   | 31     |
| 2.  | Independiente Medellín   | 18  | 9 | 3 | 6  | 029:210 | +8    | 30     |
| 3.  | Atlético Nacional (M, P) | 18  | 8 | 5 | 5  | 026:120 | +14   | 29     |
| 4.  | Águilas Pereira          | 18  | 9 | 2 | 7  | 023:210 | +2    | 29     |
| 5.  | Once Caldas              | 18  | 7 | 7 | 4  | 024:170 | +7    | 28     |
| 6.  | Deportivo Cali           | 18  | 8 | 4 | 6  | 025:250 | ±0    | 28     |
| 7.  | Deportes Tolima          | 18  | 7 | 7 | 4  | 023:250 | −2    | 28     |
| 8.  | Atlético Huila           | 18  | 7 | 6 | 5  | 025:180 | +7    | 27     |
| 9.  | Alianza Petrolera        | 18  | 7 | 6 | 5  | 017:160 | +1    | 27     |
| 10. | Patriotas                | 18  | 7 | 5 | 6  | 019:240 | −5    | 26     |
| 11. | Boyacá Chicó             | 18  | 5 | 7 | 6  | 023:220 | +1    | 22     |
| 12. | Junior                   | 18  | 6 | 4 | 8  | 019:200 | −1    | 22     |
| 13. | Fortaleza FC (N)         | 18  | 5 | 6 | 7  | 017:210 | −4    | 21     |
| 14. | Envigado FC              | 18  | 5 | 5 | 8  | 018:200 | −2    | 20     |
| 15. | Millonarios              | 18  | 5 | 5 | 8  | 022:280 | −6    | 20     |
| 16. | Uniautónoma FC (N)       | 18  | 4 | 6 | 8  | 015:230 | −8    | 18     |
| 17. | Deportivo Pasto          | 18  | 3 | 9 | 6  | 015:230 | −8    | 18     |
| 18. | La Equidad               | 18  | 3 | 5 | 10 | 016:310 | −15   | 14     |

| (M, P) | Meister Apertura 2014 und Pokalsieger 2013: Atlético Nacional        |
| (N)    | Aufsteiger aus der Categoría Primera B: Uniautónoma FC, Fortaleza FC |

#### Kreuztabelle
Die Kreuztabelle stellt die Ergebnisse aller Spiele der Ligaphase dar. Die Heimmannschaft ist in der linken Spalte, die Gastmannschaft in der oberen Zeile aufgelistet.
| 2014                   | Atlético Nacional | Deportivo Cali | Santa Fe | Millonarios |     | Deportivo Pasto | Once Caldas | Junior | Deportes Tolima | Independiente Medellín | La Equidad | Atlético Huila | Envigado FC |     |     |     | Uniautónoma FC | Fortaleza FC |
| ---------------------- | ----------------- | -------------- | -------- | ----------- | --- | --------------- | ----------- | ------ | --------------- | ---------------------- | ---------- | -------------- | ----------- | --- | --- | --- | -------------- | ------------ |
| Atlético Nacional      |                   | 2:2            |          | 5:0         | 2:0 |                 | 0:0         |        |                 | 1:0                    |            | 0:1            | 0:1         |     | 2:2 | 2:0 |                |              |
| Deportivo Cali         |                   |                | 2:0      | 4:3         |     | 2:0             |             | 1:0    |                 | 1:1                    |            |                | 0:0         |     | 0:1 |     | 0:4            | 2:0          |
| Independiente Santa Fe | 0:1               |                |          | 4:1         |     |                 | 0:0         | 1:0    | 5:0             | 2:1                    | 2:0        |                |             | 0:0 |     |     |                | 2:0          |
| Millonarios            |                   |                | 0:1      |             |     | 1:1             |             | 0:0    |                 | 1:4                    |            |                | 2:1         | 2:0 | 1:1 |     | 0:0            | 4:0          |
| Águilas Pereira        |                   | 0:1            | 2:1      | 4:2         |     | 2:0             |             | 0:0    |                 |                        |            |                | 1:0         |     | 3:2 | 2:3 | 2:0            |              |
| Deportivo Pasto        | 2:1               | 2:0            | 1:2      |             |     |                 |             | 3:3    | 2:2             | 0:0                    | 0:0        |                |             | 0:0 |     |     |                | 1:1          |
| Once Caldas            |                   | 3:3            |          | 1:1         | 1:2 | 1:0             |             |        |                 |                        |            | 0:0            | 2:1         | 3:0 | 4:1 | 2:0 |                |              |
| Junior                 | 0:1               |                |          |             |     |                 | 2:0         |        | 0:1             | 1:0                    | 1:0        | 4:3            |             | 0:1 |     |     | 3:1            | 1:3          |
| Deportes Tolima        | 1:1               | 2:3            |          | 1:0         | 2:0 |                 | 3:3         |        |                 |                        | 2:1        | 1:5            |             |     |     | 1:1 | 2:0            |              |
| Independiente Medellín | 1:0               |                |          |             | 3:0 |                 | 1:3         |        | 2:3             |                        | 1:1        | 4:1            |             | 1:2 |     | 3:1 | 1:0            |              |
| La Equidad             | 0:4               | 3:2            |          | 0:1         | 0:0 |                 | 2:0         |        |                 |                        |            | 1:1            | 0:1         |     |     | 4:2 |                | 0:0          |
| Atlético Huila         |                   | 0:1            | 1:0      | 1:0         | 1:3 | 3:0             |             |        | 0:0             |                        |            |                | 1:1         |     | 2:0 | 4:1 |                |              |
| Envigado FC            |                   |                | 2:2      |             | 2:0 | 1:2             |             | 1:0    | 0:0             | 0:1                    |            |                |             | 2:3 | 2:2 |     |                | 0:2          |
| Alianza Petrolera      | 1:1               | 3:1            |          |             | 1:0 |                 | 1:0         |        | 0:1             |                        | 3:1        | 0:0            |             |     |     | 1:1 | 0:0            |              |
| Boyacá Chicó           |                   |                | 1:2      |             |     | 0:0             |             | 2:0    | 0:1             | 3:1                    | 5:1        |                |             | 1:0 |     | 1:0 |                | 0:0          |
| Patriotas              |                   | 1:0            | 0:0      | 0:3         |     | 3:0             |             | 0:0    |                 |                        |            |                | 2:1         |     | 1:0 |     | 1:0            | 1:0          |
| Uniautónoma FC         | 0:3               |                | 1:0      |             |     | 1:1             | 0:0         | 2:4    |                 |                        | 3:2        | 1:0            | 0:2         |     | 1:1 |     |                |              |
| Fortaleza FC           | 1:0               |                |          |             | 0:2 |                 | 0:1         |        | 1:1             | 2:3                    | 3:0        | 0:1            |             | 2:1 |     |     | 1:1            |              |

### Finalrunde
Bei Punktegleichstand in der Gruppenphase zählt anstatt des Torverhältnisses der Platz der Ligaphase. Dieser Vorteil für die beiden Erstplatzierten der Ligaphase wird auch Punto Invisible (Unsichtbarer Punkt) genannt.

#### Gruppe A

##### Tabelle
| Pl. | Verein                 | Sp. | S | U | N | Tore    | Diff. | Punkte |
| --- | ---------------------- | --- | - | - | - | ------- | ----- | ------ |
| 1.  | Independiente Santa Fe | 6   | 3 | 2 | 1 | 008:600 | +2    | 11     |
| 2.  | Atlético Huila         | 6   | 3 | 2 | 1 | 008:600 | +2    | 11     |
| 3.  | Atlético Nacional      | 6   | 2 | 0 | 4 | 004:600 | −2    | 06     |
| 4.  | Once Caldas            | 6   | 2 | 0 | 4 | 004:600 | −2    | 06     |

##### Kreuztabelle
| Gruppe A               | Atlético Huila | Atlético Nacional | Once Caldas | Santa Fe |
| ---------------------- | -------------- | ----------------- | ----------- | -------- |
| Atlético Huila         |                | 1:0               | 2:1         | 3:3      |
| Atlético Nacional      | 1:0            |                   | 1:0         | 0:1      |
| Once Caldas            | 1:2            | 1:0               |             | 0:1      |
| Independiente Santa Fe | 0:0            | 3:2               | 0:1         |          |

#### Gruppe B

##### Tabelle
| Pl. | Verein                 | Sp. | S | U | N | Tore    | Diff. | Punkte |
| --- | ---------------------- | --- | - | - | - | ------- | ----- | ------ |
| 1.  | Independiente Medellín | 6   | 3 | 2 | 1 | 011:900 | +2    | 11     |
| 2.  | Deportivo Cali         | 6   | 2 | 2 | 2 | 012:130 | −1    | 08     |
| 3.  | Águilas Pereira        | 6   | 1 | 4 | 1 | 011:110 | ±0    | 07     |
| 4.  | Deportes Tolima        | 6   | 1 | 2 | 3 | 010:110 | −1    | 05     |

##### Kreuztabelle
| Gruppe A               |     | Deportes Tolima | Deportivo Cali | Independiente Medellín |
| ---------------------- | --- | --------------- | -------------- | ---------------------- |
| Águilas Pereira        |     | 2:2             | 2:2            | 2:2                    |
| Deportes Tolima        | 1:2 |                 | 4:2            | 1:2                    |
| Deportivo Cali         | 2:2 | 2:1             |                | 2:1                    |
| Independiente Medellín | 2:1 | 1:1             | 3:2            |                        |

### Finale

#### Hinspiel
| Paarung                | Independiente Medellín – Independiente Santa Fe |
| Ergebnis               | 1:2 (1:0) |
| Datum                  | 17. Dezember 2014 um 19:30 Uhr (UTC-5) |
| Stadion                | Estadio Atanasio Girardot, Medellín |
| Schiedsrichter         | Ulises Arrieta |
| Tore                   | 1:0 Germán Cano (37.) 1:1 Francisco Meza (66.) 1:2 Wilson Morelo (68.) |
| Independiente Medellín | Carlos Bejarano, Carlos Valencia, Andrés Mosquera Guardia, Hernán Pertúz, Vladimir Marín Ríos, Jhersson Córdoba, John Edison Hernández, Javier Calle (76. Elton Martins), Christian Marrugo, Yorleys Mena, Germán Cano Cheftrainer: Hernán Torres Oliveros                            |
| Independiente Santa Fe | Camilo Vargas, Sergio Otálvaro, Yair Arrechea, Francisco Meza, Dairon Mosquera, Daniel Torres, Luis Manuel Seijas, Luis Carlos Arias (80. Yerry Mina), Omar Sebastián Pérez (46. Armando Vargas), Jefferson Cuero, Wilson Morelo (88. Ricardo Villarraga) Cheftrainer: Gustavo Costas |
| Gelbe Karten           | keine – Dairon Mosquera |

#### Rückspiel
| Paarung                | Independiente Santa Fe – Independiente Medellín |
| Ergebnis               | 1:1 (0:0) |
| Datum                  | 21. Dezember 2014 um 17:30 Uhr (UTC-5) |
| Stadion                | Estadio Nemesio Camacho, Bogotá |
| Zuschauer              | 37.000 |
| Schiedsrichter         | Luis Sánchez |
| Tore                   | 1:0 Luis Carlos Arias (46.) 1:1 Andrés Felipe Mosquera (89.) |
| Independiente Santa Fe | Camilo Vargas, Juan Daniel Roa, Yair Arrechea, Francisco Meza, Dairon Mosquera, Yulián Anchico, Daniel Torres, Luis Carlos Arias (73. Luis Manuel Seijas), Armando Vargas, Jefferson Cuero (90. Omar Sebastián Pérez), Wilson Morelo (85. Yerry Mina) Cheftrainer: Gustavo Costas |
| Independiente Medellín | Carlos Bejarano, Carlos Valencia, Andrés Felipe Mosquera, Diego Herner, Vladimir Marín, Christian Marrugo, Jhersson Córdoba, Jhon Hernández (68. Daniel Hernández), Javier Calle, Yorleys Mena (65. Alfredo Morelos), Germán Cano Cheftrainer: Hernán Torres Oliveros             |
| Gelbe Karten           | Yair Arrechea, Camilo Vargas, Luis Carlos Arias – Diego Herner, Jhersson Córdoba |

### Torschützenliste
Bei gleicher Anzahl von Treffern sind die Spieler alphabetisch geordnet.
| Pl. | Spieler               | Mannschaft             | Tore |
| --- | --------------------- | ---------------------- | ---- |
| 1.  | Germán Cano           | Independiente Medellín | 16   |
| 2.  | Juan Fernando Caicedo | Atlético Huila         | 14   |
| 3.  | Wilson Morelo         | Independiente Santa Fe | 10   |
| 3.  | Fernando Uribe        | Millonarios            | 10   |
| 5.  | Johan Arango          | Once Caldas            | 9    |
| 5.  | Hernán Hechalar       | Atlético Huila         | 9    |
| 7.  | Jorge Aguirre         | Junior                 | 8    |
| 7.  | Yimmi Chará           | Deportes Tolima        | 8    |
| 7.  | Edinson Palomino      | Águilas Pereira        | 8    |
| 7.  | Carlos Rivas          | Deportivo Cali         | 8    |
| 11. | Miguel Ángel Murillo  | Deportivo Cali         | 7    |
| 11. | Juan David Pérez      | Boyacá Chicó           | 7    |
| 13. | Javier Calle          | Independiente Medellín | 6    |
| 13. | Ayron del Valle       | Alianza Petrolera      | 6    |
| 13. | Sergio Esteban Romero | Once Caldas            | 6    |

## Gesamttabelle
Für die Reclasificación werden alle Spiele der Spielzeit 2014 sowohl der Liga- als auch der Halbfinalphase sowie der Finalspiele zusammengezählt, um die weiteren Teilnehmer neben den jeweiligen Meistern der Halbserien an den kontinentalen Wettbewerben zu ermitteln.
| Pl. | Verein                    | Sp. | S  | U  | N  | Tore    | Diff. | Punkte |
| --- | ------------------------- | --- | -- | -- | -- | ------- | ----- | ------ |
| 1.  | Independiente Santa Fe    | 48  | 23 | 13 | 12 | 065:420 | +23   | 82     |
| 2.  | Atlético Nacional         | 48  | 24 | 9  | 15 | 075:450 | +30   | 81     |
| 3.  | Once Caldas               | 44  | 17 | 15 | 12 | 058:450 | +13   | 66     |
| 4.  | Itagüí FC/Águilas Pereira | 44  | 18 | 11 | 15 | 057:580 | −1    | 65     |
| 5.  | Junior                    | 42  | 18 | 10 | 14 | 044:410 | +3    | 64     |
| 6.  | Independiente Medellín    | 44  | 17 | 12 | 15 | 068:630 | +5    | 63     |
| 7.  | Millonarios               | 40  | 16 | 11 | 13 | 051:440 | +7    | 59     |
| 8.  | Atlético Huila            | 42  | 15 | 12 | 15 | 056:500 | +6    | 57     |
| 9.  | Deportivo Cali            | 42  | 15 | 10 | 17 | 053:600 | −7    | 55     |
| 10. | Alianza Petrolera         | 36  | 15 | 9  | 12 | 040:440 | −4    | 54     |
| 11. | Deportes Tolima           | 42  | 12 | 14 | 16 | 051:640 | −13   | 50     |
| 12. | Envigado FC               | 38  | 14 | 6  | 18 | 047:500 | −3    | 48     |
| 13. | Boyacá Chicó              | 36  | 12 | 11 | 13 | 042:380 | +4    | 47     |
| 14. | Patriotas                 | 36  | 12 | 9  | 15 | 039:540 | −15   | 45     |
| 15. | La Equidad                | 38  | 10 | 12 | 16 | 034:500 | −16   | 42     |
| 16. | Deportivo Pasto           | 36  | 7  | 17 | 12 | 043:490 | −6    | 38     |
| 17. | Fortaleza FC              | 36  | 8  | 14 | 14 | 040:470 | −7    | 38     |
| 18. | Uniautónoma FC            | 36  | 8  | 11 | 17 | 035:530 | −18   | 35     |

## Abstiegstabelle
Für die Abstiegstabelle werden die Hin- und Rückserien der Jahre 2012, 2013 und 2014 zusammengezählt. Dabei wird die Gesamtpunktzahl durch die Anzahl der in der Ligaphase gespielten Spiele geteilt und hochgerechnet.
| Pl. | Verein                    | Sp. | T   | GT  | Diff. | Pkt. | Prom. |
| --- | ------------------------- | --- | --- | --- | ----- | ---- | ----- |
| 18. | Fortaleza FC              | 108 | 115 | 151 | −36   | 112  | 1.037 |
| 17. | Uniautónoma FC            | 108 | 96  | 141 | −45   | 113  | 1.046 |
| 16. | Patriotas                 | 108 | 100 | 142 | −42   | 123  | 1.138 |
| 15. | Atlético Huila            | 108 | 126 | 145 | −19   | 127  | 1.175 |
| 14. | Boyacá Chicó              | 108 | 135 | 142 | 0−7   | 130  | 1.203 |
| 13. | Envigado FC               | 108 | 115 | 133 | −18   | 131  | 1.212 |
| 12. | Alianza Petrolera         | 108 | 108 | 144 | −36   | 133  | 1.231 |
| 11. | Independiente Medellín    | 108 | 137 | 130 | 0+7   | 141  | 1.305 |
| 10. | Deportivo Pasto           | 108 | 131 | 132 | 0-1   | 143  | 1.324 |
| 9.  | Once Caldas               | 108 | 139 | 121 | +18   | 146  | 1.351 |
| 8.  | La Equidad                | 108 | 118 | 117 | 0+1   | 147  | 1.361 |
| 7.  | Deportivo Cali            | 108 | 134 | 121 | +13   | 154  | 1.425 |
| 6.  | Deportes Tolima           | 108 | 146 | 134 | +12   | 160  | 1.481 |
| 5.  | Junior                    | 108 | 147 | 124 | +23   | 164  | 1.518 |
| 4.  | Millonarios               | 108 | 150 | 111 | +39   | 169  | 1.564 |
| 3.  | Independiente Santa Fe    | 108 | 151 | 112 | +39   | 174  | 1.611 |
| 2.  | Itagüí FC/Águilas Pereira | 108 | 139 | 111 | +28   | 176  | 1.629 |
| 1.  | Atlético Nacional         | 108 | 169 | 102 | +67   | 184  | 1.703 |

## Relegation
In der Relegation konnte sich Uniautónoma FC gegen Deportes Quindío durchsetzen und blieb somit in der ersten Liga.
| Datum             |                  | Ergebnis |                  | Ort          |
| ----------------- | ---------------- | -------- | ---------------- | ------------ |
| 17. Dezember 2014 | Deportes Quindío | 0:0      | Uniautónoma FC   | Armenia      |
| 20. Dezember 2014 | Uniautónoma FC   | 2:0      | Deportes Quindío | Barranquilla |
| Gesamt:           | Deportes Quindío | 0:2      | Uniautónoma FC   |              |